# Austrodromia blomae
Austrodromia blomae är en tvåvingeart som beskrevs av Teskey 1983. Austrodromia blomae ingår i släktet Austrodromia och familjen puckeldansflugor. Inga underarter finns listade i Catalogue of Life.